# تاندامین
تاندامین (انگلیسی: Tandamine) یک مهارکننده انتخابی برداشت نوراپی نفرین است که دارای ساختاری سه حلقه‌ای می‌باشد. این در دارو در دهه ۱۹۷۰ میلادی به عنوان داروی ضدافسردگی معرفی شد، اما هرگز به تولید تجاری نرسید. تاندامین در واقع آنالوگ پیراندامین است، اما پیراندامین بر خلاف آن به صورت یک مهارکننده انتخابی برداشت سروتونین عمل می‌کند.